# Alfonso de Bolaños
Alfonso de Bolaños (Burgos, ... – Menceyato di Güímar, 1478) è stato un francescano e missionario spagnolo del XV secolo. È soprannominato "Apostolo di Tenerife" perché ha iniziato un processo di evangelizzazione su quest'isola circa 30 anni prima della sua conquista.
È un personaggio storico di cui si sa poco nei suoi primi anni di vita. A metà del XV secolo, Alfonso si stabilì insieme ad altri due monaci nel sud-est dell'isola di Tenerife, nel Menceyato di Güímar al tempo dei Guanci (antichi aborigeni dell'isola). In questo luogo fece costruire un eremo nell'attuale paese di Candelaria, luogo dove gli indigeni adoravano l'immagine della Vergine della Candelaria. Tuttavia, il suo progetto missionario non si limitava all'isola di Tenerife ma aveva come obiettivo principale la costa africana.
Questi religiosi vivevano tra gli aborigeni, parlando la loro lingua e battezzandone molti. Dopo essere stato nominato nuovo Papa Sisto IV, Alfonso de Bolaños si recò a Roma per presentare i frutti del suo progetto evangelizzatore.
Tuttavia, questo progetto missionario scomparve dopo la morte di Bolaños nel 1478 nell'eremo. In ogni caso, quando la conquista di Tenerife tra il 1494 e il 1496 avvenne pochi decenni dopo la sua morte, praticamente tutto il sud dell'isola era già evangelizzato.